# Марочні вина
Ма́рочні ви́на — витримані високоякісні вина міжнародно визнаних виробників (марок, брендів), що виробляються з найкращих сортів винограду в окремих виноробницьких районах або мікрорайонах за спеціальною технологією, встановленою для кожної марки вина.
Тривалість витримки марочних вин залежить від типу і становить 1,5—4 роки, за винятком кахетських, які витримуються не менше року і Мадери Масандра — 5 років. Для сухих столових тривалість витримки не менш 1,5 роки, для міцних і десертних — не менше двох років. Ці вина володіють високими смаковими якостями.
На території СРСР випускалось понад 280 видів вин, що вважалися «марочними», їх питома вага становила близько 6%. Далеко не всі з них за міжнародними законами та стандартами могли вважатися визнаними «марочними» — особливо такі вина та напої, як наприклад «Советское шампанське», радянські «коньяки» та «портвейни», «мадери», «кагори», тощо. Найвідомішими були такі вина: Рислінг Арбау, Цінандалі, Перлина степу, Каберне Арбау, Оксамит України, Теліані, Негру де Пуркарь; : Кюрдамир, Узбекистан, Чумай, мускати, токаї, портвейни Масандра та інші.
У Франції до марочних вин відносять вина категорій АОС і VDQS.